# Constantius 1. Chlorus
Constantius I Chlorus (egl. Flavius Valerius Constantius; 31. marts ca. 250 – 25. juli 306) var romersk kejser i vest 305-306 og fader til Konstantin I den Store. Tilnavnet Chlorus betyder ”den blege”.
Han var af illyrisk slægt, gjorde karriere som officer og kom for alvor frem under Diocletian. 293 blev han af denne gjort til Cæsar (underkejser) i vest under Maximian Herculius. Som sådan kæmpede han med succes mod germanerne og bragte 297 atter England under rigsregeringens styre. Under kristenforfølgelserne først i 300-tallet synes han at have optrådt yderst moderat.
Constantius var oprindelig gift (eller snarere samlevende) med Helena (senere Sankt Helena) som var Konstantins moder; senere blev han svigersøn til Maximian. Gennem dette ægteskab blev han farfader til Julian den Frafaldne.
Ved det store kejserskifte 305 blev Constantius endelig overkejser i vest og fik sønnen Konstantin sendt til sig, men døde allerede året efter på felttog i England. Hans død udløste tetrarkiets sammenbrud og medførte store magtkampe.

## Ekstern henvisning
http://www.roman-emperors.org/chlorus.htmArkiveret+4.+februar+2012+hos++Wayback+Machine